# Mallorca (film)
|  | Denne artikel er oprettet af botten Steenthbot ud fra en ekstern database. Den kan derfor have sproglige fejl eller mangler. Denne skabelon kan fjernes efter kontrol af indholdet. |

Mallorca er en dansk kortfilm fra 2009 instrueret af Marianne Blicher efter eget manuskript.

## Handling
14 årige Emma vil overraske sin Mor ved at pakke til deres Mallorca rejse. Der er bare et problem - hun har låst sig ude.
Overboens pige fortæller at Emmas mærkelige nabo, Tykke Lis, måske har en ekstra nøgle. Emma beslutter sig for at kontakte hende
og det bliver starten på et særpræget venskab.

## Medvirkende
- Mads Wille
- Charlotte Munck